# Synodontis nigrita
Synodontis nigrita é uma espécie de peixe da família Mochokidae.
Pode ser encontrada nos seguintes países: Uganda e possivelmente na República Democrática do Congo.
Os seus habitats naturais são: lagos de água doce.